# Emma Mc-Kinney Møller
 Der er for få eller ingen kildehenvisninger i denne artikel, hvilket er et problem. Du kan hjælpe ved at angive troværdige kilder til de påstande, som fremføres i artiklen.

Emma Neergaard Rasmussen (senere Emma Mc-Kinney Møller) (8. juli 1913 – 21. december 2005) var gift med skibsreder Mærsk Mc-Kinney Møller i 65 år. Hun var datter af entreprenøren bag Rasmussen & Schiøtz og blev gift med Mærsk Mc-Kinney Møller den 22. maj 1940 i Taarbæk Kirke. De havde kendt hinanden siden 4. mellem på Øregaard Gymnasium. Fra 1935-40 var hun gift med A.P. Henriksens søn.
Ægteskabet fik en noget dramatisk indledning, da de som nygifte drog til i USA, hvorfra skibsreder Mærsk Mc-Kinney Møller førte rederiets skibe gennem krigsårene.
I USA blev to af ægteparrets tre døtre født. Den yngste datter blev født i 1948 efter hjemkomsten til Danmark. Emma Møller var kendt for ikke at invitere pressen inden for i hjemmet i Charlottenlund. Hun stillede gerne op ved officielle lejligheder, når der var brug for det, men de sidste år blev Mærsk Mc-Kinney Møller ofte set alene. Fru Mc-Kinney Møller var de sidst år plaget af gigt og måtte bruge kørestol.
Mærsk Mc-Kinney Møller valgte den 12. august 2006 at navngive verdens på det tidspunkt største containerskib, Emma Mærsk, efter hende.
Emma Mc-Kinney Møller er stedt til hvile på Hellerup Kirkegård.